# Carex okamotoi
Carex okamotoi är en halvgräsart som beskrevs av Jisaburo Ohwi. Carex okamotoi ingår i släktet starrar, och familjen halvgräs. Inga underarter finns listade i Catalogue of Life.